# قلعه کووسیستو
قلعه کووسیستو (فنلاندی: Kuusiston piispanlinna) یک قلعه اسقفی قرون وسطایی در جزیره کووسیستو در کارینا، فنلاند، نزدیک تورکو بود. این قلعه احتمالاً در اوایل قرن چهاردهم ساخته شده‌است، اگرچه به نظر می‌رسد که در دهه ۱۲۹۰ محل اقامت اسقف بوده‌است.
این قلعه در جریان اصلاحات پروتستانی در سال ۱۵۲۸ به دستور گوستاو اول پادشاه سوئد تخریب شد. کار حفاری و مرمت ویرانه‌های باقی مانده در سال ۱۸۹۱ آغاز شد.